# LeConte Bay
Die LeConte Bay ist eine Bucht in den Coast Mountains im Panhandle von Alaska. Sie liegt im Tongass National Forest, rund 27 km südöstlich von Petersburg, und mündet in den Frederick Sound. Der von der Stikine Icecap gespeiste LeConte-Gletscher kalbt in die Bucht.
Benannt wurde die Bucht 1887 von Kapitänleutnant C. M. Thomas von der United States Navy nach Joseph LeConte (1823–1901), einem US-amerikanischen Geologen und Professor an der University of California. Die Bezeichnung der Tlingit für die Bucht war nach einer Aufzeichnung von John Muir aus dem 1884 „Hutli“, was in der Sagenwelt des Volks der Name des „Donnervogels“ war, dessen Flügelschlag den Donner erzeugt.